# تمرد سالار الدولة
وقع تمرد سالار الدولة ضد حكومة الدولة القاجارية في العقد الأول من القرن العشرين وقد بدأ في عام 1911. كان يقود التمرد سالار الدولة، شقيق الشاه السابق، محمد علي شاه قاجار. وبعد تشكيل الحكومة الفارسية الجديدة في 26 يوليو 1911، نشرت الحكومة الفارسية قوات البختياري ضد سالار الدولة في بلاد فارس الغربية. تميز هجوم البختياري بنهب واسع النطاق. أخمدت الثورة في عام 1913.